# Thalera ochracea
Thalera ochracea là một loài bướm đêm trong họ Geometridae.